# Nagy József (orvos)
Chrenóczy-Nagy József Jakab (Nyitra, 1818. július 25. – Nyitra, 1892. február 11.) magyar orvosdoktor és szülészmester, megyei főorvos, királyi tanácsos, az MTA levelező tagja (1858).

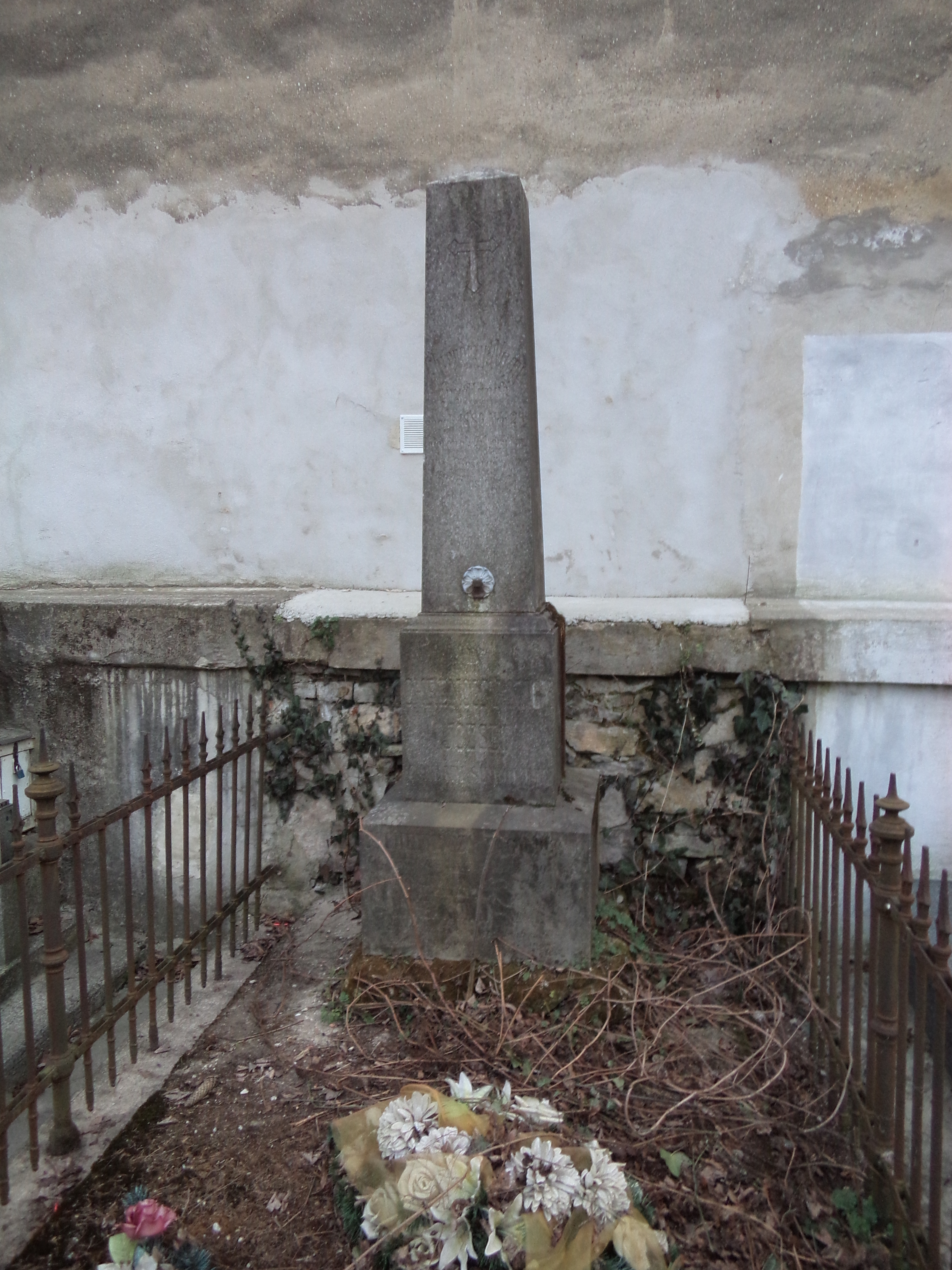
Sírja Nyitrán

## Élete
Nemes Nagy Antal, városbíró és a nagyemőkei születésű chrenóczi Chrenóczy Klára (1788-†?) fia. Anyai nagyszülei chrenóczi Chrenóczy István (1753-†?), nagyemőkei birtokos, és nemes Simoncsics Johanna voltak. Miután anyai ágon a család férfi tagjai kihaltak, fölvette a Chrenóczy nevet is; Nagy Antalné Chrenóczy Klára egyetlen leánytestvére, chrenóczi Chrenóczy Johanna (1790-1853), akinek az első férje, vajki Vass József (1783-1817), nagyemőkei földbirtokos, és a második, pedig nemes Horváth Pálnak, a helyi iskola igazgatója. Chrenóczy-Nagy József fivére, Chrenóczy-Nagy Ambrus (1820-1886), a nyitrai püspökség uradalmi jogtanácsosa volt.
A nyitrai gimnázium elvégeztével, bölcseleti tanfolyamra Vácra ment. Orvosi tanulmányait Pesten, majd Bécsben végezte, ahol 1840-ben orvosdoktorrá avatták. Nyitrán telepedett le, ahol 1842-ben megyei tiszteletbeli főorvossá nevezték ki. 1848-ban főorvossá választották, amely tisztét 42 éven át viselte. Ritka képzettségű orvos volt, mindig a kor színvonalán maradt.
Orvosi gyakorlata mellett, kivált fiatalabb éveiben, a természettudományok nagy művelője és a magyar tudományos irodalom előharcosa volt. A Magyar Tudományos Akadémia 1858. decemberében levelező tagjává választotta. Felnőtt korában sajátította el a francia nyelvet, sőt öreg korára a spanyolt is megtanulta, illetve klasszikusan kezelte a latint. Egyes alkalmakra latin ódákat írt. 1887-ben a vármegyei orvosi kar, 70. születésnapja alkalmából Vastagh György hazai művészünktől festett arcképével lepte meg.
Egyik kezdeményezője a szegény betegek kórházi kezelését biztosító országos alap létrehozásának. Jelentős szerepe volt a tudományos orvosi nyelv kialakításában, a tudományos ismeretterjesztés megteremtésében. Írásai az Orvosi Hetilapban, a Gyógyszerészeti Újságban és más hazai folyóiratokban jelentek meg.
Munkájában és tudományos tevékenységeiben megakasztotta 1883-ban kezdődő betegeskedése, amely 1884-től súlyosbodott. 1885. április 18.-án Ferenc József magyar király királyi tanácsosi címet adományozott Chrenóczy-Nagy Józsefnek. Féloldali szélütése tevékenységében korlátozta, de főorvosi tisztét megtartotta, majd 1890-ben nyugalomba vonult. Tagja volt a Királyi Magyar Természettudományi Társulatnak, a Magyar Földtani, a Bécsi Állat- és Növénytani, illetve a Pozsonyi Természettudományi Egyesületeknek. A Budapesti Orvosegylet és Gazdasági Egylet választmányi tagja és a Császári és Királyi Földtani Intézet levelező tagja.
Madártani gyűjteménye nagyrészt a Nyitrai Piarista Gimnáziumba került, melyből Schenk Jakab is kapott információkat a Magyarország madárvilága és madárvonulása írásához.

## Emlékezete

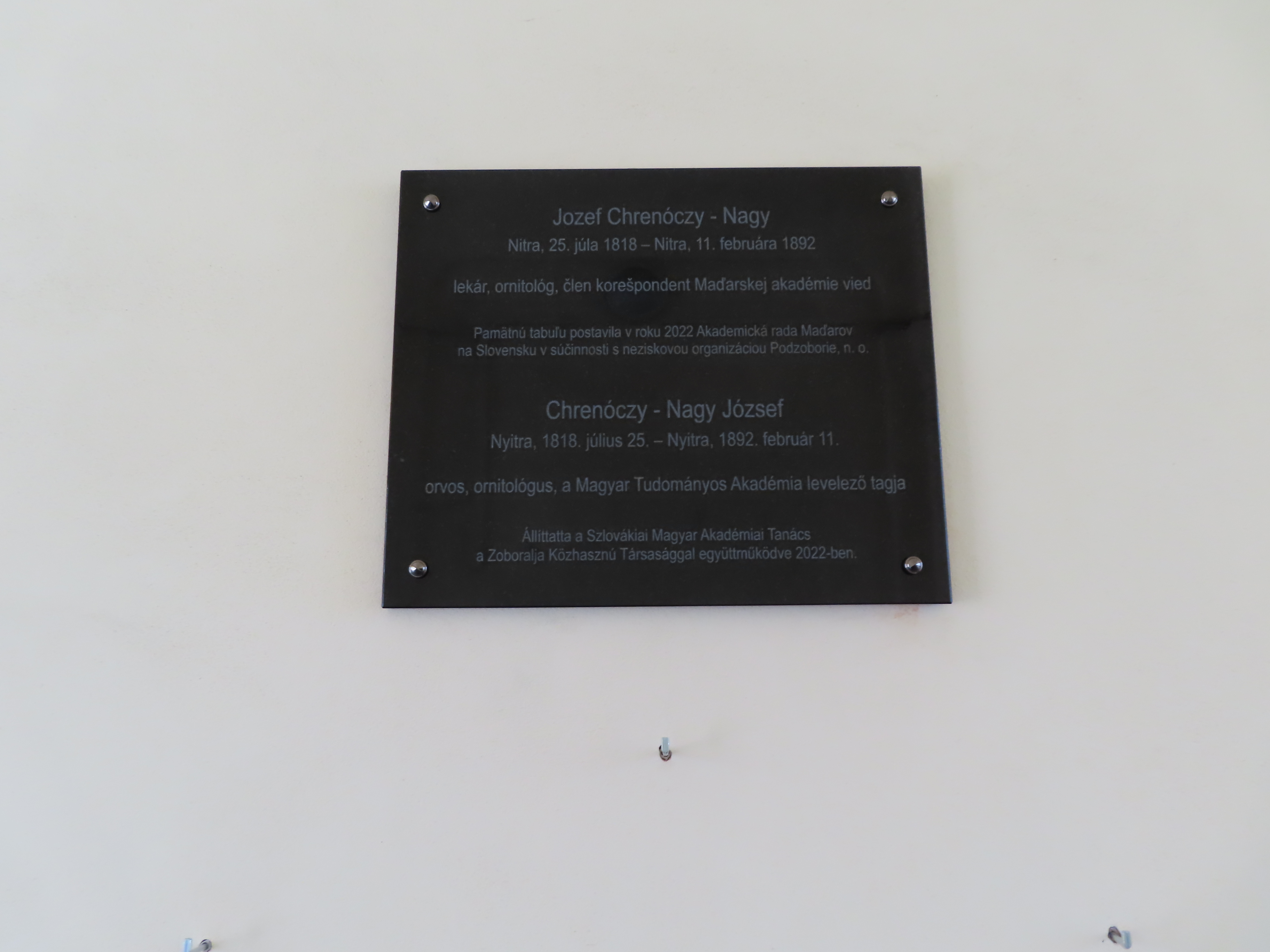

- Szülőházán emléktábla állt, a házat már azonban elbontották
- Nyitrán egykor utca viselte nevét
- 2018-ban sírjánál megemlékezést tartottak születésének 200. évfordulója alkalmából[6]
- 2022-ben halála 130. évében emléktáblát avattak a nyitrai Csemadok épületénél.[7]

## Írásai
Cikkei a Gyógyszerészi Hirlapban (1848. Levél a szerkesztőhöz); a Zeitschrift für Natur-Heilkundeban (1850. Zwei Wünsche zur Reform unseres Physikatwesens, Über den Zobor, 1854. Bemerkungen über den gegenwärtigen Stand d. gerichtl. Psychologie, Erfahrungen über die Syphilis, Über Revalenta arabica, 1855. Topographische Skizzen, 1859. Genaue Analyse des Bilitzer Mineralwassers); az Orvosi Hetilapban (1859. Évi orvosi jelentés 1857-58. Alsó-Nyitra megyéből, 1863. A hánytatókról, 1864. A marhavész ügyében); a Verhandlungen für Naturkundeban (Pressburg, 1859. Die Vögel der Unter-Neutraer Gespanschaft); a Magyar Akadémiai Math. és Term. Értesítőben (1860. A gyomoralkati különbségekről a madaraknál, székfoglaló értekezés); a Gyógyászatban (1863-64. Levelek Nyitrából, 1865. Franczia törvényszéki orvostanból merített vázlatok egy indítványnyal, Az újszülött életjeleiről és életképességéről. A nyitramegyei sülyjárvány, 1867. Az 1865. cholerajárvány Nyitramegyében, 1868. Igénytelen vélemény a főorvosok hatósági rangjáról); a Közegészségi és Törvényszéki Orvostanban (1865. Gyermekölés vízbefulasztás által, 1866. Egy gyujtogatási őrj egy esete, 1868. Nehány megjegyzés Casper orvos törvényszéki munkájáról, 1873. Nézetek a sebzésekről orvos törvényszéki tekintetben); az Államorvosban (1874. Orvostörvényszéki ügyünkhez)

## Művei
- 1840 Dissertatio inaug. medica sistens descriptionem thermarum Büdösköiensium. Vindobonae
- 1852 Aus dem Comitatsspitale zu Neutra im J. 1851. Zeitschrift für Natur-Heilkunde
- 1853 Das Sanitätsjahr 1850-51. im Unter-Neutraer Comitate. Zeitschrift für Natur-Heilkunde
- 1853 Einige Ansichten über das epidemische Wechselfieber und dessen Ursachen. Zeitschrift für Natur-Heilkunde
- 1855 Enchiridion medicinae pastoralis. Quod usibus curatorum animorum congessit. Comaromii
- 1856 A siketfajd. Magyarhoni Természetbarát
- 1857 Felszólítás s rövid oktatás a növény- és állatországi időszaki tünemények észlelete körül. Magyarhoni Természetbarát
- 1857 Egy nevezetes eset a viselősök megcsodálása körül. Magyarhoni Természetbarát
- 1857 Egynéhány szó a héjonczokról általánosan. Magyarhoni Természetbarát
- 1857 A légtüneménytanról, légtüneménytani észleleti, jegyzési és számítási modorról. Magyarhoni Természetbarát (Krzisch főorvossal)
- 1857 A gyémánt. Magyarhoni Természetbarát
- 1861 A madár a teremtés művében. Komárom
- 1863 A keleti marhavész, marhadög, marhapestis, paczal-aszály. (Löserdürre). Komárom (szlovákul is)
- 1864 Nyitramegye helyírása I. kötet 1-3. füzet. Komárom
- 1865 Közegészségi jelentés 1864. évre. (Nyitramegyéből). Nyitra
- 1866 Közegészségi jelentés 1865. évről. Nyitra
- 1867 Közegészségi jelentés 1866. évről. Nyitra
- 1868 Közegészségi jelentés 1867. évről. Nyitra
- 1871 Közegészségi jelentés 1870. évről. Nyitra
- 1880 Közegészségi jelentés 1879. évről. Nyitra
- 1870 Népiskolai közegészségi szabályok. Röviden összefoglalta közigazgatósági tisztviselők, iskolai székek, lelkészek, tanárok és orvosok számára. Nyitra
- 1871 Belehrung und Verhandlungs-Maasregeln für die Todtenbeschauer. Nyitra (szlovákul is)
- 1876 A cholera Nyitra megyében 1831-1874-ig. Nyitra
- 1883 Nyitra megye lakosságának egészségi állapotára károsan ható viszonyokról, ezek megszüntetését czélzó indítványokkal. Nyitra

Szerkesztette a Magyarhoni Természetbarát című folyóiratot Lang Adolf Ferenccel (Komárom, 1856-1858) tíz füzet, színezett tábla-rajzokkal (megjelent németül is)
Levele Arany Jánoshoz: Nyitra, 1862. okt. 28. (az MTA levéltárában).